# Orontydzi
Orontydzi (orm:Երվանդունիների հարստություն) – dynastia panująca w Armenii w okresie IV-III w. p.n.e. Zapoczątkowali tworzenie państwowości ormiańskiej na ziemiach należących w przeszłości do Urartu.

## Początki
Założycielem dynastii był Orontes, zięć Artakserksesa II, który ok. 400 r. p.n.e. został satrapą Armenii.
Orontydzi władali: Armenią Większą, oraz krainami nad górnym Eufratem; Sophene oraz Kommagene. Armenia Mniejsza weszła w skład Królestwa Pontu. 
W wyniku podboju państwa Achemenidów przez Aleksandra Wielkiego dawna satrapia Armenii uzyskała samodzielność, ponieważ inwazja macedońska jej nie objęła.
Ziemie znajdujące się w posiadaniu Mithranesa stały się celem ekspansji Seleucydów. Zmagania z potężnym sąsiadem zmusiły lokalnych Orontydów rządzących w Wielkiej Armenii i Armenii Sophene do uznania zwierzchnictwa Antiocha III Wielkiego nad sobą.

## Przedstawiciele
- Orontes I (336-331 p.n.e.)
- Mithranes (331-323 p.n.e.)
- Perdiccas (spoza dynastii) (323 p.n.e.)
- Neoptolemos (spoza dynastii) (323-321 p.n.e.)
- Eumenes (spoza dynastii) (321 p.n.e.)
- Mihran (321-317 p.n.e.)
- Orontes II (317- 300 p.n.e.)
- Sames (260-243 p.n.e.)
- Arsames I (243-226 p.n.e.)
- Charaspes
- Arsames II
- Kserkses z Armenii (226-212 p.n.e.)
- Abdissares (212 p.n.e.)
- Orontes III (212–200 p.n.e.)